# Melanaethus cavicollis
Melanaethus cavicollis är en insektsart som först beskrevs av Willis Blatchley 1924.  Melanaethus cavicollis ingår i släktet Melanaethus och familjen taggbeningar. Inga underarter finns listade i Catalogue of Life.